# East Palo Alto
East Palo Alto ist eine Stadt im San Mateo County im US-Bundesstaat Kalifornien mit 30.034 Einwohnern (Stand 2020). Das Stadtgebiet hat eine Größe von 6,7 km². East Palo Alto liegt auf halbem Weg zwischen San Francisco und San Jose und nördlich der Stadt Palo Alto.
Es handelt sich um eine eigenständige Stadt im County San Mateo und nicht um den östlichen Teil des größeren Palo Alto, das zudem zum Santa Clara County gehört. Beide Städte sind durch den San Francisquito Creek getrennt, der dort in die Bucht von San Francisco  mündet. Im Westen grenzt East Palo Alto an die Stadt Menlo Park.

## Einwohner
Fast 70 Prozent der Einwohner von East Palo Alto waren beim Census 2020 Hispanics und über 10 Prozent Afroamerikaner. Mit fast 7 Prozent hat die Stadt zudem den höchsten Anteil von Pacific Islanders auf dem Festland der Vereinigten Staaten (also außerhalb Hawaii).

## Kriminalität
Im Jahre 1992 war East Palo Alto die amerikanische Stadt mit der höchsten Mordrate pro Einwohner.